# Glires
Glires je skupina savců sdružující hlodavce a zajícovce. Co do počtu druhů je to velká skupina, obsahuje skoro 50 % všech druhů savců. Kromě morfologických znaků podporují monofylii této skupiny také analýzy DNA a nalezené zkameněliny vymřelých zástupců bazálních linií glires: Mimotona, Gomphos, Heomys, Matutinia, Rhombomylus či Sinomylus. Do skupiny Glires bývají také někdy řazeni vyhynulí Anagaloidea.
Glires jsou nejblíže příbuzní skupině Euarchonta, která zahrnuje primáty, tany a letuchy.
|  | Rodentia (hlodavci)    |
|  |                        |
|  | Lagomorpha (zajícovci) |
|  |                        |

|  | Dermoptera (letuchy)                 |
|  |                                      |
|  | \| \| Primates (primáti) \| \| \| \| |
|  |                                      |
|  | Primates (primáti)                   |
|  |                                      |

|  | Primates (primáti) |
|  |                    |

|  | Dermoptera (letuchy)                 |
|  |                                      |
|  | \| \| Primates (primáti) \| \| \| \| |
|  |                                      |
|  | Primates (primáti)                   |
|  |                                      |

|  | Primates (primáti) |
|  |                    |

|  | Rodentia (hlodavci)    |
|  |                        |
|  | Lagomorpha (zajícovci) |
|  |                        |

|  | Dermoptera (letuchy)                 |
|  |                                      |
|  | \| \| Primates (primáti) \| \| \| \| |
|  |                                      |
|  | Primates (primáti)                   |
|  |                                      |

|  | Primates (primáti) |
|  |                    |

|  | Dermoptera (letuchy)                 |
|  |                                      |
|  | \| \| Primates (primáti) \| \| \| \| |
|  |                                      |
|  | Primates (primáti)                   |
|  |                                      |

|  | Primates (primáti) |
|  |                    |